# Grovesia pulchella
Grovesia pulchella är en svampart som beskrevs av Dennis 1960. Grovesia pulchella ingår i släktet Grovesia och familjen Helotiaceae.   Inga underarter finns listade i Catalogue of Life.